# 布鲁克·罗林斯
布魯克·莱斯利·羅林斯（英語：Brooke Leslie Rollins；1972年4月10日—） 是一名美国律师，現任美國農業部長。她曾任美国优先政策研究所的主席兼首席执行官、担任总统當勞·特朗普政府的美国国内政策委员会代理主任和负责白宫美国创新办公室。

## 早年和教育
羅林斯在德州格倫羅斯長大，就讀於德克薩斯州農工大學，在1994年以優異的成績畢業獲得了拉丁文學位榮譽和農業發展理學士學位，以及在德克萨斯大学法学院獲得法學博士學位。

## 職業
從法學院畢業後，羅林斯在達拉斯的休斯與盧斯律師事務所工作了幾年，並在美國聯邦地區法院法官芭芭拉·林恩手下擔任書記官。她曾担任德克薩斯州州長里克·佩里的副总法律顾问、道德顾问和政策主管 ，亦是美国刑事司法改革的支持者。 
羅林斯于2003年至2018年間曾担任总部位于德克萨斯州首府奧斯汀的自由市场智庫德克萨斯公共政策基金会的总裁兼首席执行官。 在她任职基金会期间，该智库的员工人数从3人增加到100人。
2011年，《德州月刊》將羅林斯評為25位最有影響力的德州人之一。

### 第一次特朗普總統任期
2018年2月，羅林斯取代里德·科迪什擔任美國總統當勞·特朗普的總統助理，負責政府間和技術計劃，並擔任美國創新辦公室成員。
羅林斯在推動《第一步法案》的通過方面發揮了重要作用，該法案旨在改革國家的監獄系統並減少再犯率。《第一步法案》於2018年12月由總統特朗普簽署成為法律。

#### 美国国内政策委员会

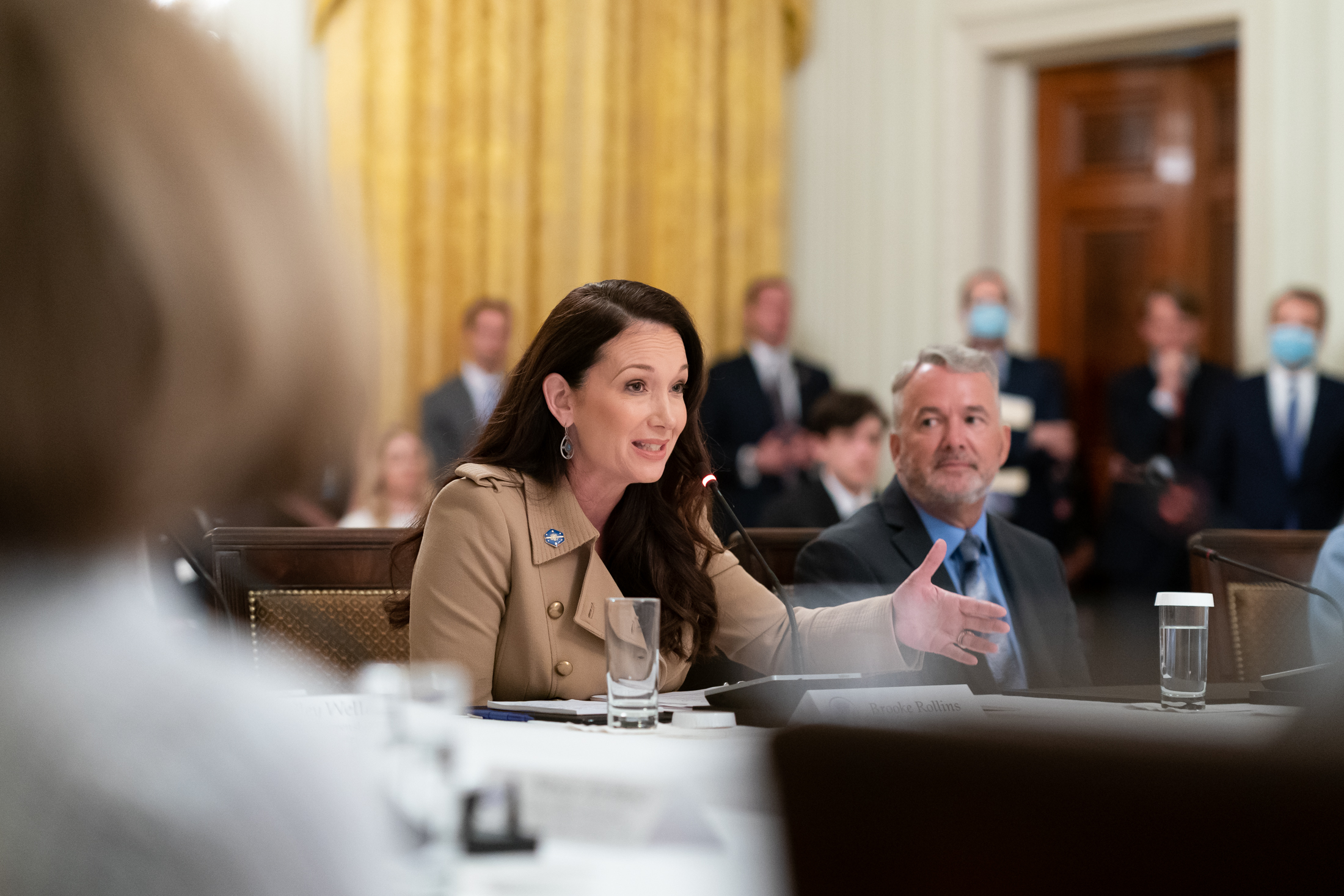
2020年的羅林斯

2020年5月，總統特朗普任命羅林斯為美国国内政策委员会代理主任。
這是她擔任國內政策委員會代理主任以來首次公開接受採訪。羅林斯對國家的未來持樂觀態度，他說：「這就是美國，我們以前經歷過困難時期。我們是一個由實干家、信徒和夢想家組成的國家，我們是一個如果有人叫我們後退，我們就會向前邁三英尺的國家。」在全國範圍內的抗議和種族騷亂中，羅林斯表示“我們需要每個人都超越分歧和分歧，團結起來。”她說，白宮「正在研究兩黨共同製定的解決方案和可能性。我們如何團結起來？我們如何利用這些作為團結這個國家的力量？」
特朗普在宣布簽署新行政命令的採訪中表示，他的目標是維護法律和秩序以及正義和安全。他說：“減少犯罪和提高標準並不是對立的目標。它們並不互相排斥。它們是相輔相成的。”根據《政客》報導，該命令是「在與警察、市長、保守派非裔美國人、宗教領袖和受害者家屬協商後製定的」。

### 川普政府後
特朗普在2020年總統大選中失敗後，羅林斯和拉里·库德洛開始組建一個新的非營利組織，致力於繼續推廣特朗普的公共政策。羅林斯是美国优先政策研究所的總裁兼首席執行官，該研究所成立於2021年，旨在推動川普的公共政策議程。
羅林斯是拯救美國聯盟（Save America Coalition）的領導人，該聯盟於2021年成立，旨在反對美國總統喬·拜登的3.5兆美元經濟提案。

## 美國農業部長

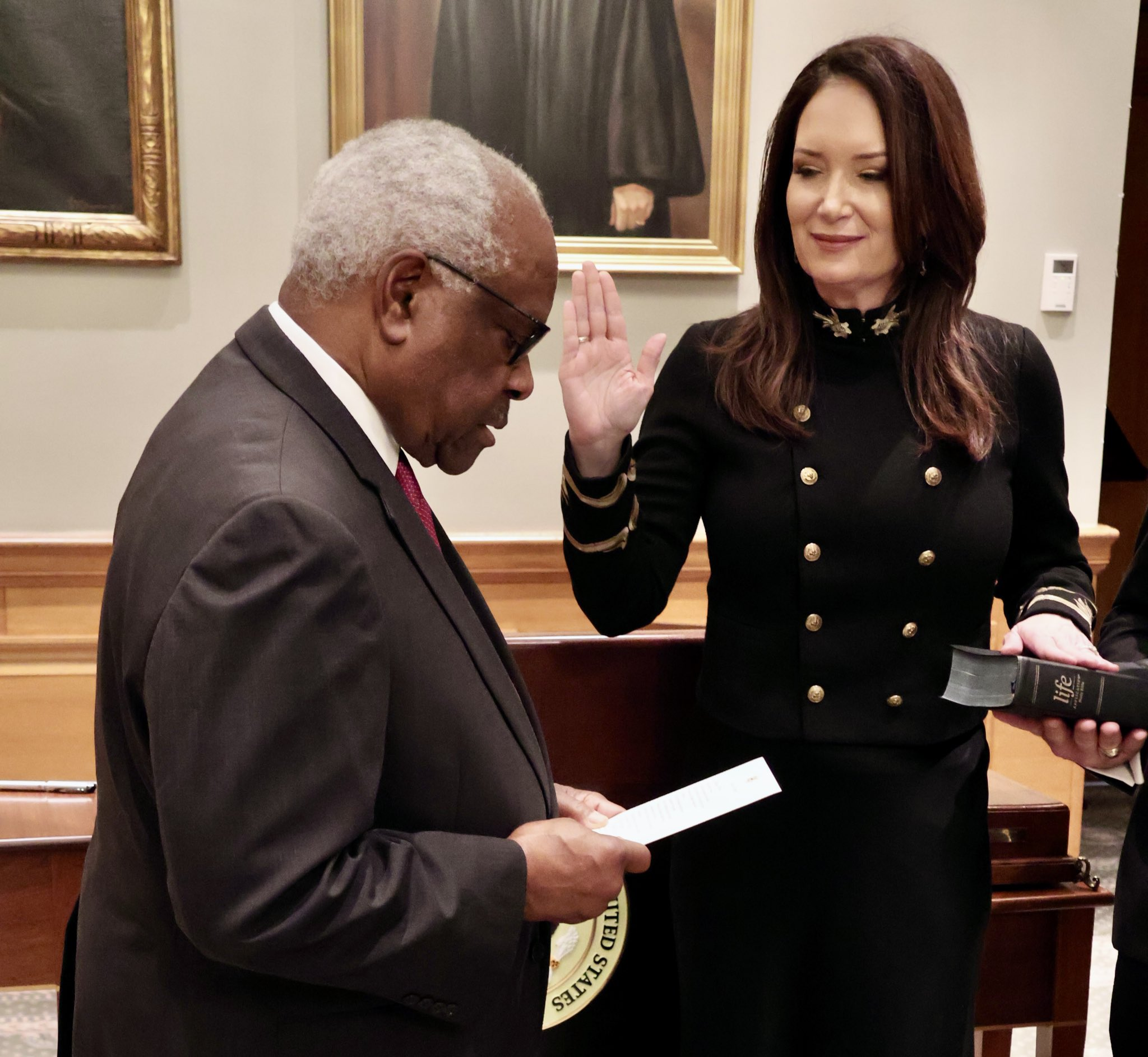
羅林斯宣誓就職

2024年11月23日，羅林斯被美國當選總統特朗普提名在第二次特朗普內閣中擔任美國農業部長。如果得到參議院確認，她將成為繼安·維尼曼之後第二位出任該職位的女性。

### 任期
2025年2月13日，參議院以72票對28票確認了羅林斯。她於同日在最高法院大法官克拉倫斯·托馬斯監誓下正式就職。

## 外部連結
- C-SPAN內的頁面（英文）